# Manuel Baldrich i Tibau
Manuel Baldrich i Tibau (Tarragona, 1911 - Barcelona, 1966) va ser un arquitecte i urbanista català.

## Trajectòria
Es va titular el 1935. Aquest mateix any va guanyar el primer premi del concurs d'idees per a la urbanització de la zona baixa de Montjuïc. El 1944 va ser nomenat arquitecte de la Diputació de Barcelona, i el 1948 director de l'Oficina d'Urbanisme provincial. El 1953 va ser el guanyador igualment del concurs d'Informacions Tècnico-urbanístiques per a poblacions de més de 20 000 habitants. El 1959 va redactar un pla d'ordenació de la província de Barcelona.
Una de les seves primeres obres va ser el Monument als Caiguts, al Fossat de Santa Elena del Castell de Montjuïc (1940), realitzat juntament amb Josep Soteras i Mauri, Joaquim de Ros i de Ramis i Manuel de Solà-Morales, i els escultors Miquel i Llucià Oslé. El monument constava de tres arcs —el del mig, més alt i ample—, un altar i un sepulcre coronat per un obelisc amb una creu, a més d'una làpida on es trobava l'escultura realitzada pels germans Oslé, una figura jacent amb una corona de llorer als peus.
L'any 1940 va acabar la façana, encara inacabada, de l'església parroquial de Cervelló (de l'arquitecte Antoni Maria Gallissà, així com restaurar el temple dels desperfectes de la Guerra Civil. Al mateix poble, el qual estava vinculat familiarment, va rebre alguns encàrrecs els anys 50. També hi va realitzar el pla urbanístic.
Des de l'any 1948 va dirirgir la Comisión Superior de Ordenación Provincial (el seu equip era format per Antonio Perpiñá, Josep Maria Martorell, dos enginyers E. Peña, Josep Maria Puchades i Benito, un geògraf Salvador Llobet). La seva tasca fou excel·lent, ja que va modernitzar els criteris de les noves ordenacions urbanístiques amb la preocupació per unificar els plans municipals a partir, entre d'altres, de la comarca. Els plans redactats i aprovats per la Comisión durant aquell període foren els de Sabadell (l950), Terrassa, Granollers (1951), Mataró,
Vic (1952), Sitges i Igualada (1953), Berga (1956) i Manresa (1957). Els de Vilafranca del Penedès, Vilanova i la Geltrú i Martorell van quedar provisionals.
Entre 1953 i 1957 va construir el Pavelló Cambó a la Casa Provincial de Maternitat i Expòsits de Barcelona, un complex hospitalari situat al districte de Les Corts, iniciat el 1883 en estil modernista per Camil Oliveras i General Guitart, i on també van intervenir entre 1915 i 1942 Joan Rubió i Josep Goday.
Un dels seus majors projectes va ser el complex de les Llars Mundet (1954-1957), un conjunt de 3000 habitatges, església i equipaments socials situat al barri de La Vall d'Hebron. D'aquest recinte destaca especialment l'església, que denota la influència d'Alvar Aalto, amb decoració dels escultors Josep Maria Subirachs i Eudald Serra i el pintor Joan Josep Tharrats.
Entre 1957 i 1965 va construir amb Josep Soteras i Mauri i Antoni Bonet i Castellana un sector del polígon d'habitatges de Montbau —l'altre va ser realitzat per Guillermo Giráldez, Pedro López Íñigo i Xavier Subias—, dissenyat en estil racionalista. Presenta tres superilles, que aglutinen blocs de cases amb zones cíviques i comercials, en conjunció amb diversos espais verds.
Entre 1961 i 1966 va construir la Piscina Sant Jordi i el pavelló de l'Escola de Treballadors en el recinte de l'antiga Fàbrica Batlló —posterior Escola Industrial de Barcelona—, construïda per Rafael Guastavino el 1875.
El seu últim projecte, que no va poder veure acabat, va ser la residència-col·legi Bell-lloc a La Roca del Vallès (1964-1968), un ampli conjunt d'edificis escolars i església, on va comptar amb la col·laboració de Josep Maria Subirachs en les escultures i Albert Ràfols-Casamada en els vitralls.
Va ser autor també de diversos plans urbanístics per a Martorell, Vilanova i la Geltrú, Malgrat de Mar, Taradell, Terrassa, Mataró, Sabadell, Igualada, Sitges, Vic, Berga i Manresa.